# 法比安上校广场
法比安上校广场（法語：Place du Colonel Fabien）是法国巴黎市区东北部第十区和第十九区交界的一个广场。
这座广场过去称为“战斗广场”（Place du Combat），解放巴黎之后以法国共产党抵抗运动英雄皮埃尔·若尔日的战时化名“法比安上校”重新命名。
广场上有法国共产党总部，由巴西的共产党党员、现代主义建筑师奥斯卡·尼迈耶设计，兴建于1968－1971年。
巴黎地铁设有法比安上校站。